# Wielkopolskie Przedsiębiorstwo Przemysłu Ziemniaczanego

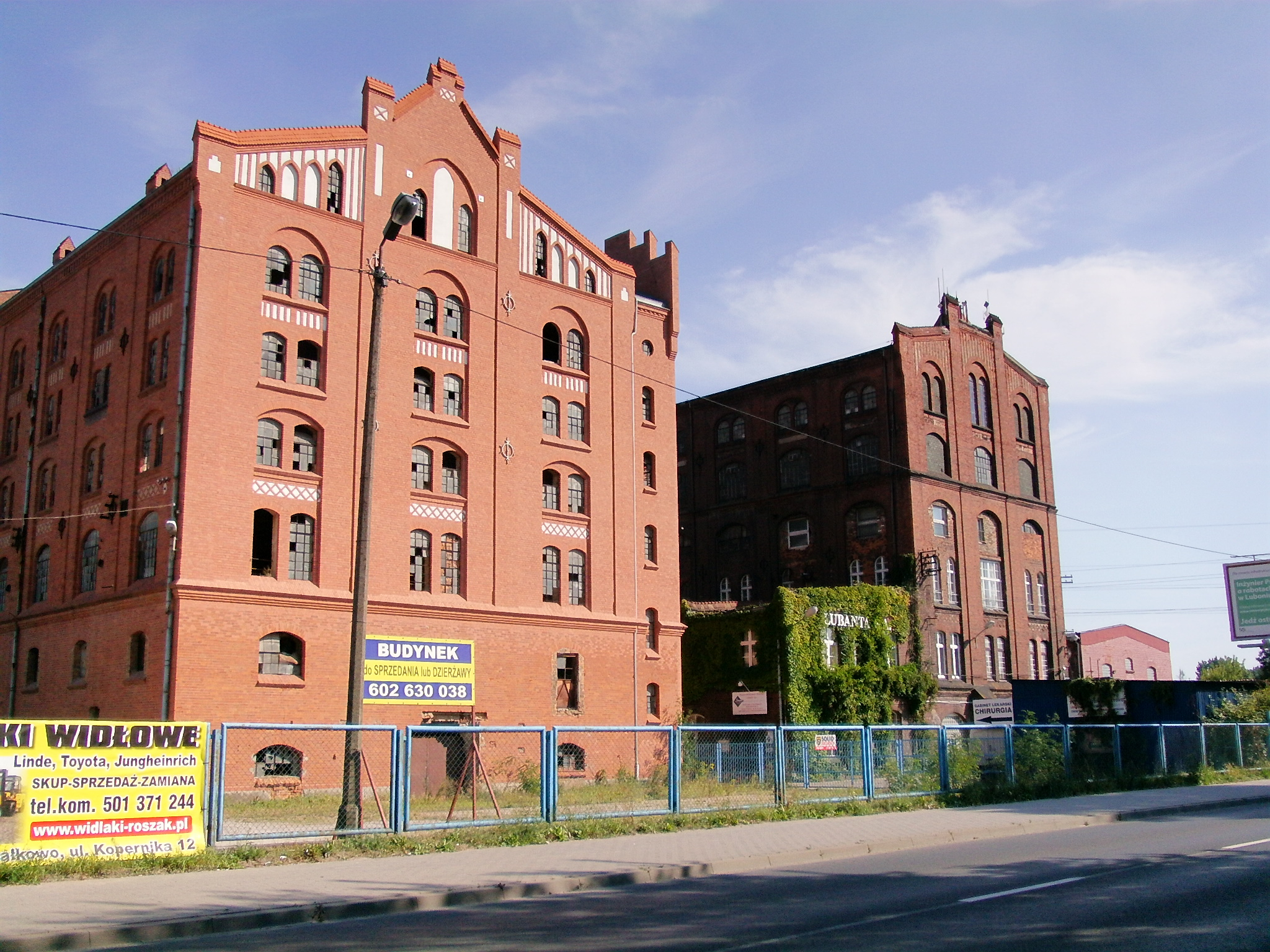
L'entreprise.

Wielkopolskie Przedsiębiorstwo Przemysłu Ziemniaczanego (WPPZ SA) est une entreprise polonaise, au statut de société anonyme, spécialisée dans la transformation de pommes de terre féculières et la  production de fécule de pomme de terre et de produits dérivés.
Cette entreprise, dont le siège est situé à Luboń (voïvodie de Grande-Pologne), exploite une unité de production à Staw (voïvodie de Grande-Pologne). L'effectif du personnel s'élève à 150 personnes.
WPPZ est membre de l'Association des amidonniers et féculiers (AAF) qui est l'association professionnelle des producteurs européens d'amidon.

## Produits
Les produits de WPPZ sont les suivants :
- amidons natifs ;
- amidons modifiés pour l'industrie agro-alimentaire ;
- amidons modifiés pour l'industrie papetière ;
- dextrines (applications multiples : papier, pharmacie, fonderie, adhésifs, agents épaississants, etc.) ;
- protéines de pomme de terre pour l'alimentation animale.